# (13569) Oshu
(13569) Oshu est un astéroïde de la ceinture principale.

## Description
(13569) Oshu est un astéroïde de la ceinture principale. Il fut découvert le 4 mars 1993 à Geisei par Tsutomu Seki. Il présente une orbite caractérisée par un demi-grand axe de 2,42 UA, une excentricité de 0,08 et une inclinaison de 7,1° par rapport à l'écliptique.

## Compléments